# Carrasquilla (Lorca)
Carrasquilla es una pedanía del municipio español de Lorca (Región de Murcia). Se sitúa al sur del municipio, en límite con el municipio de Águilas. Su núcleo poblacional más importante es la localidad de Campo López. La población total apenas rebasa el medio centenar de habitantes, por lo que es una pedanía poco poblada, cuya economía está basada en la actividad agraria.

## Sierra de la Carrasquilla
La Sierra de la Carrasquilla forma un arco continuo desde el límite con Almería hasta Mazarrón.

## Naturaleza
La formación vegetal dominante es la de los matorrales termomediterráneos: palmitares y lentiscares, tomillares y retamares, pequeños bosquetes de coníferas y zonas de roquedos.
En cuanto a su fauna, su principal interés reside en ser un hábitat óptimo para la Tortuga mora, así como una zona para la conservación de aves rapaces amenazadas como el Águila real, el Búho real y el Halcón peregrino.